# Tàxon reconstruït
|  | No s'ha de confondre amb Retrocreuament, Desdomesticació, o Desextinció. |

bou dels Heck

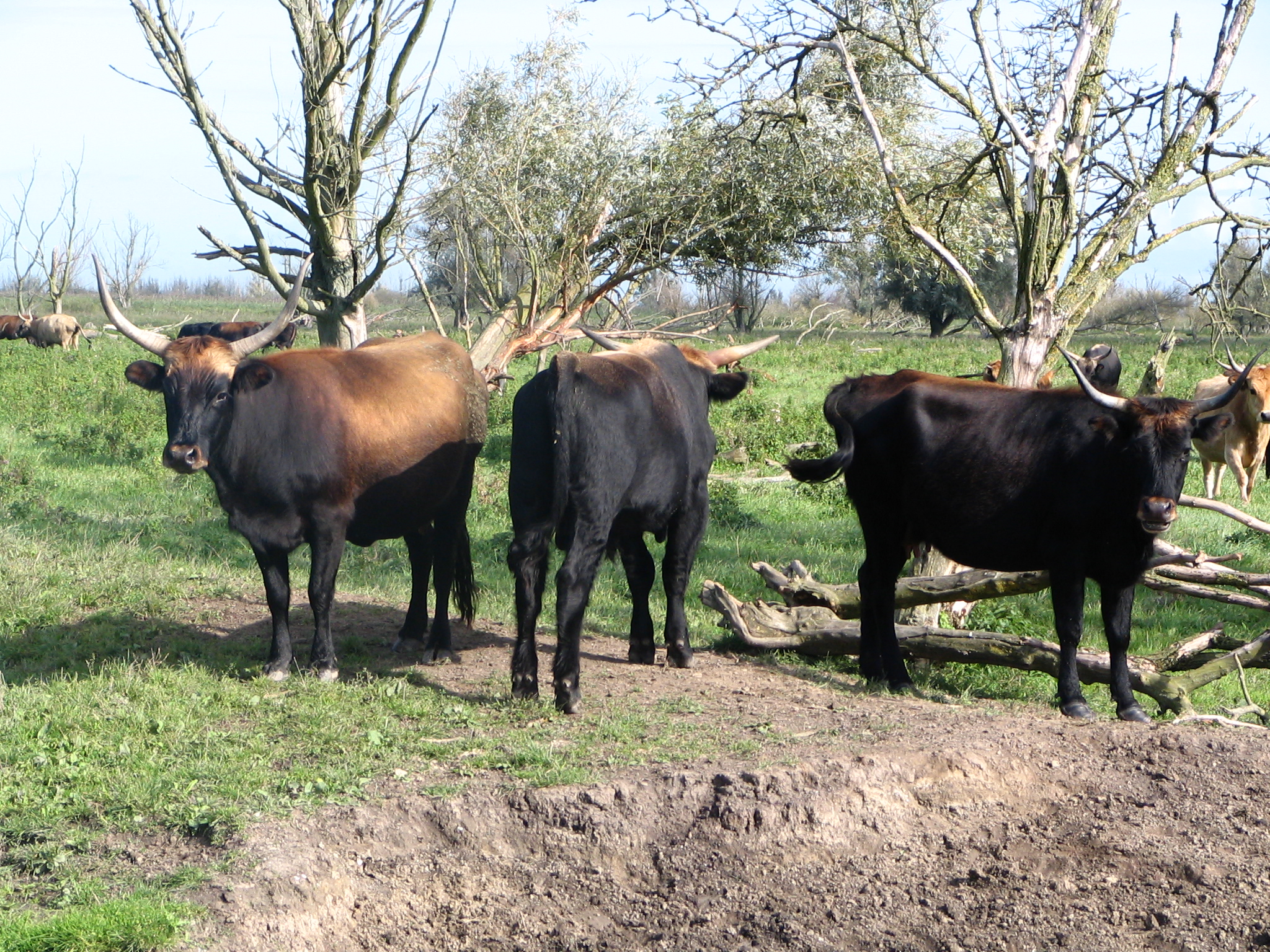
El bou dels Heck es va criar als anys 20 del segle XX per semblar-se als urs.

Un tàxon reconstruït o recreat és una forma de selecció artificial per la cria selectiva deliberada d'animals domèstics, en un intent d'aconseguir una raça animal amb un fenotip que s'assembli a un avantpassat de tipus salvatge, generalment extingit. No s'ha de confondre la cria amb la desdomesticació.
Cal tenir en compte que una raça reproductora pot ser molt similar al tipus salvatge extingit en fenotips, nínxols ecològics i, fins a cert punt, en genètica, però el patrimoni gènic d'aquest tipus salvatge era diferent abans de la seva extinció. Fins i tot l'autenticitat superficial d'un animal de cria depèn del cep en particular utilitzat per criar el nou llinatge. Com a resultat d'això, algunes races, com el bou dels Heck, són, en el millor dels casos, un aspecte imprecís dels extingits urs de tipus salvatge, segons la literatura.

## Antecedents
L'objectiu dels programes de cria és recuperar els trets salvatges que poden haver estat conservats involuntàriament en els llinatges d'animals domesticats. Normalment, no només el fenotip del nou animal, sinó també la seva capacitat ecològica, es consideren en els projectes de cria posterior, ja que es poden utilitzar animals resistents i "criats" en determinats projectes de conservacions. A la natura, normalment només sobreviuran i es reproduiran els individus ben adequats a les seves circumstàncies naturals, mentre que els humans seleccionem animals amb característiques addicionals atractives, dòcils o productives, protegint-los dels perills que es troben al seu entorn ancestral (depredació, sequera, malalties, temps, manca d'oportunitats d'aparellament, etc.). En aquests casos, els criteris de selecció per naturalesa difereixen dels que es troben en condicions domesticades. Per això, els animals domesticats solen diferir significativament en fenotip, comportament i genètica dels seus precursors salvatges. L'esperança dels programes de recuperació és tornar a expressar, dins d'un nou llinatge reproductor, els trets salvatges i antics que poden haver quedat “enterrats” a l'ADN dels animals domèstics.
En molts casos, els avantpassats de tipus salvatge extingits d'una determinada espècie només es coneixen a través d'esquelets i, en alguns casos, de descripcions històriques, cosa que fa que el seu fenotip sigui poc conegut. Tenint en compte aquesta situació, actualment no hi ha certesa d'aconseguir l'èxit amb un intent de la cria del tàxon reconstruït i els resultats s'han de revisar amb molta precaució. Per tal de provar la proximitat genètica, s'ha de comparar l'ADN (tant mitocondrial com nuclear) dels animals reproductors amb el de l'animal extingit.
Podria ser possible una reproducció amb èxit: els humans només han seleccionat animals per a trets superficials i, per regla general, no van canviar intencionalment trets menys observables, com ara la bioquímica metabòlica. A més, ja que moltes espècies domèstiques mostren comportaments derivats dels seus avantpassats silvestres (com l'instint de pasturatge de bous o els instints socials de gossos), i són aptes per a sobreviure fora de l'esfera de la interferència humana (com s'evidencia per les moltes poblacions ferals de diversos animals domèstics), es pot presumir que els animals "criats" podrien funcionar com els seus avantpassats salvatges. Per exemple, se suposa que les preferències alimentàries són en gran manera les mateixes en animals domesticats que en els seus avantpassats de tipus salvatge.
La selecció natural pot servir com una eina addicional per crear robustesa "autèntica", comportament "autèntic" i potser també el fenotip original. En alguns casos, seria necessària una població de depredadors suficient per permetre aquest procés de selecció; a l’Europa actual, on es produeixen molts intents de recuperació, aquesta població depredadora és en gran part absent.

## Ús
Les races criades són desitjables en biologia de la conservació, ja que poden omplir un buit ecològic deixat obert per l'extinció d'un tipus salvatge a causa de les activitats humanes. Mentre la preferència alimentària, el comportament, la robustesa, la defensa contra els depredadors, els instints de caça o d’alimentació i el fenotip siguin els mateixos que en el tipus salvatge, el fenotip de cria funcionarà de manera similar a l'ecosistema. L’alliberament d’aquests animals a la natura tornaria a omplir el nínxol anteriorment buit i permetria restablir una dinàmica natural entre les diverses espècies de l'ecosistema. Tot i això, no tots els intents de reproducció donaran lloc a un animal més proper al tipus salvatge que les races domèstiques primitives. Per exemple, el bou de Heck té menys semblança amb els urs que molts dels bous ibèrics de la tauromàquia.

## Exemples

### Urs
Des del 1835 existeixen idees per crear un animal semblant a l'ur a partir de bestiar domèstic. Als anys 20 del segle xx, Heinz i Lutz Heck van intentar criar un ur semblant, emprant races lleteres del centre d’Europa i bestiar del sud d'Europa. El resultat, el bou de Heck, és resistent, però difereix dels urs en molts aspectes, tot i que s'ha aconseguit una semblança de color i, de manera menys confiable, de les banyes. A partir del 1996, el bou de Heck s'ha creuat amb races ibèriques "primitives" com el bou de Sayaguesa i el bou de lluita, així com la gran raça italiana Chianina, en diverses reserves alemanyes, per tal de millorar la semblança amb els urs. Els resultats s'anomenen bous taure, ja que són més grans i de potes més llargues que el bou de Heck i tenen més banyes semblants a ls dels urs. Un altre dels projectes per aconseguir un tipus de bestiar que s'assembli als urs és el Projecte TaurOs, que utilitza races primitives i resistents del sud d'Europa, juntament amb les vaques de les Highlands escoceses. Aquest boví Tauros està destinat a establir-se en diverses reserves naturals europees.

### Cavall salvatge europeu

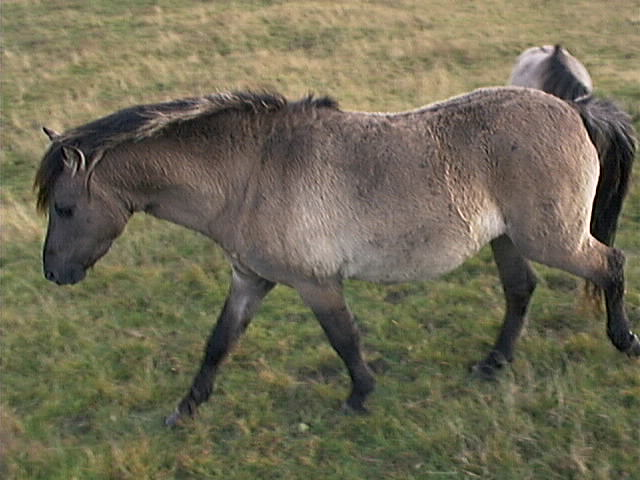
El Cavall de Heck a Haselünne, Alemanya.

El cavall Konik polonès sovint es considera erròniament el resultat d'un experiment de recuperació per "recrear" el fenotip del Tarpan, el cavall salvatge europeu. El Konik és en realitat una raça autòctona resistent originària de Polònia, que es deia cavall Panje abans que l'agricultor Tadeusz Vetulani encunyés el nom "Konik" als anys vint del segle xx. Vetulani va iniciar un experiment per reconstruir el Tarpan mitjançant Koniks; finalment, la seva població només va aportar una contribució menor a la població actual de Konik.
Durant la Segona Guerra Mundial els germans Heck van creuar Koniks amb els cavalls i ponis de Przewalski, com el cavall islandès i el poni de Gotland; el resultat ara es diu el cavall de Heck. Durant les últimes dècades, els cavalls de Heck s'han creuat contínuament amb Koniks, cosa que fa que els dos fenotips actuals siguin gairebé indistingibles, excepte que el cavall Heck tendeix a tenir una estructura més lleugera.
A més dels cavalls de tipus Konik, el poni Exmoor, que encara viu en un estat semi-salvatge en algunes parts del sud d'Anglaterra, també s'ha afirmat que és més proper al cavall salvatge europeu, ja que porta la primitiva coloració pangaré i té una certa semblança amb els cavalls que es veuen a les pintures rupestres de les coves de Lascaux.

### Porcs
Els híbrids de porc senglar i porc, que són híbrids de senglars i porcs domèstics i que existeixen com a espècie invasora a tota Euràsia, Amèrica, Austràlia i en altres llocs on els colons europeus van importar senglars per utilitzar-los com a animals de caça, també s'utilitzen per a la cria selectiva per recrear el tipus de porcs representats en obres d'art prehistòriques que daten de l'edat del ferro i anteriors a l'antiga Europa. Un projecte per crear-los, amb el nom de porc de l'edat del ferro, va començar a principis dels anys vuitanta creuant un senglar mascle amb una truja Tamworth per produir un animal que s'assemblés a l'aspecte dels porcs de l'edat del ferro. Els porcs de l'edat del ferro generalment només es crien a Europa per al mercat especialitzat de la carn i, en coherència amb el seu patrimoni, són generalment més agressius i més difícils de manejar que els porcs domesticats de raça pura.

### Quaga
El Projecte Quaga és un intent, amb seu a Sud-àfrica, de criar animals que s'assemblen molt a la quaga ja extingida, una subespècie de la zebra comuna que es va extingir el 1883. En conseqüència, el projecte es limita a seleccionar l'aspecte físic de l'original, tal com ho registren vint-i-tres espècimens muntats, moltes il·lustracions contemporànies i una sèrie de relats escrits sobre els animals.
Les dues característiques més notables de la quaga, menys ratlles i un pelatge més fosc, s'observen amb freqüència en diferents graus en les poblacions de zebres comunes salvatges. S'han cercat animals amb aquests dos trets per al programa de cria del Projecte Quaga. En la seva quarta iteració reproductiva, el Projecte Quaga ha donat com a resultat que els poltres presenten ratlles dèbils a absents a les potes posteriors i al cos, tot i que el color de fons marró de la quaga extingida encara no ha aparegut. Aquests animals han estat anomenats "Rau quagues", en honor del fundador del projecte Reinhold Rau.
El projecte ha estat criticat pel seu enfocament en les característiques morfològiques de la quaga, ja que l'animal extingit pot tenir trets de comportament no registrats o no visibles que serien impossibles de reproduir de manera confiable a partir de les zebres comunes.

### Llop

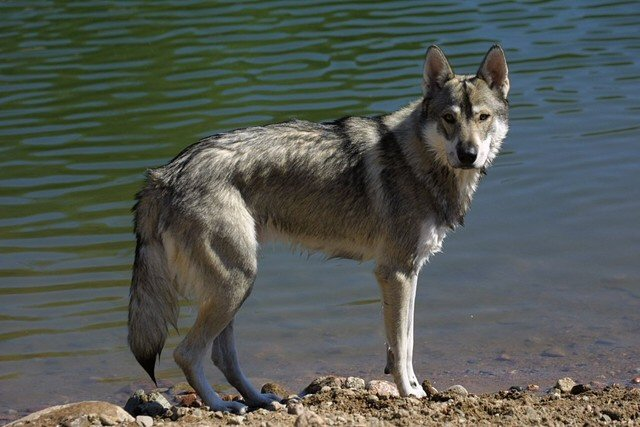
Un gos tamaskan, criat per assemblar-se visualment a un llop

Tot i que el llop, l'ancestre salvatge dels gossos domèstics, no està extingit, el seu fenotip és l'objectiu de diverses races de desenvolupament, incloent el gos inuit del nord i el gos Tamaskan. Tots són mestissos de pastors alemanys, malamuts d'Alaska i huskies, seleccionats per les característiques fenotípiques del llop. Aquestes noves races també es poden veure com a intents de recuperació.
Encara que extingit, l'ADN del llop japonès sobreviu al Shikoku Inu modern domèstic. Es creu que l'encreuament d'aquesta raça amb algunes subespècies de llops asiàtics donaria com a resultat un anàleg autèntic per omplir el nínxol ecològic deixat buit en absència d'aquest depredador.
El Projecte Dire Wolf, iniciat el 1988, té com a objectiu recuperar l'aspecte de l'extint llop terrible prehistòric mitjançant la cria de diferents races de gossos domèstics que s’hi assemblen.